# 萬訥河 (默訥河支流)
51°28′50.26″N 8°13′21.33″E / 51.4806278°N 8.2225917°E
萬訥河（德語：Wanne），是德國的河流，位於該國西部，處於北萊茵-威斯特法倫州，該河流屬於默訥河的左支流，河道全長3.8公里，流域面積6.3平方公里。